# 간바라역
간바라역(일본어: 蒲原駅 칸바라에키[*])은 일본 시즈오카현 시즈오카시 시미즈구에 있는 도카이 여객철도의 철도역이다.

## 역 구조
2면 3선 구조의 지상역으로, 1·3번선을 주선으로 사용한다. 2번선은 예비용으로 평상시에는 쓰지 않는다. 두 승강장 사이는 구름다리로 이어져 있다.
후지카와 역이 관리하는 업무 위탁역으로, 영업은 도카이 교통 사업이 대신 하고 있다.

### 승강장
| 1 | ■ 도카이도 본선 | 누마즈 · 아타미 방면     |
| 3 | ■ 도카이도 본선 | 시즈오카 · 하마마쓰 방면 |

## 역사
- 1890년 5월 16일 - 관설철도 (뒷날의 일본국유철도) 이와부치 역 (지금의 후지카와 역) ~ 오키쓰 역 사이에 신설 개업.
- 1987년 4월 1일 - 민영화에 따라 도카이 여객철도의 소속이 되었다.
- 2008년 3월 1일 - TOICA의 사용이 개시되었다.

## 인접역
| 도카이 여객철도 도카이도 본선 | 도카이 여객철도 도카이도 본선 | 도카이 여객철도 도카이도 본선 |
| ----------------------------- | ----------------------------- | ----------------------------- |
| 신칸바라 아타미 방면          | ■ 도카이도 본선               | 유이 시즈오카·하마마쓰 방면   |